# Mika Nurmela
Mika Nurmela (Oulu, 26 dicembre 1971) è un dirigente sportivo ed ex calciatore finlandese, di ruolo difensore, direttore sportivo dell'AC Oulu.

## Palmarès

### Titoli Nazionali
- Coppa di Finlandia: 1

TPS: 1994

### Titoli Internazionali
- Coppa Intertoto UEFA: 1

Malmö: 1993